# Desperation (film)
Desperation is een Amerikaanse uit een miniserie opgebouwde horrorfilm uit 2006 van regisseur Mick Garris. Het is een verfilming van het gelijknamige boek van Stephen King. De film won de Excellence in Production Design Award van het Art Directors Guild en werd genomineerd voor twee Primetime Emmy Awards (voor Outstanding Art Direction for a Miniseries, or Movie en voor Outstanding Sound Editing for a Miniseries, Movie or a Special).

## Verhaal
Wanneer Peter (Henry Thomas) en Mary Jackson (Annabeth Gish) het stadje Desperation binnenrijden in een van zijn zus geleende auto, zet agent Collie Entragian (Ron Perlman) ze langs de kant van de weg. In eerste instantie lijkt alleen hun nummerbord van de wagen afgehaald, maar wanneer de kofferbak opengaat om een schroevendraaier te zoeken, vindt Etragian er een flinke zak marihuana. Daarop moet het stel mee naar het bureau. Op de weg daarnaartoe, krijgt het stel al een naar voorgevoel. Het stadje blijkt uitgestorven en de enige sporen van menselijke bewoning zijn de lijken langs de kant van de weg. Op het bureau schiet Etragian Peter vanuit het niets dood en gooit Mary in een cel, waar ze omringd wordt door eerdere slachtoffers van de agent (Tom Billingsley (Charles Durning) en Ralph (Matt Frewer), Ellie (Sylva Kelegian) en David Carver (Shane Haboucha)).
Terug op de weg, pikt Steve Ames (Steven Weber) met zijn busje liftster Cynthia Smith (Kelly Overton) op. Hij werkt voor schrijver John Edward Marinville (Tom Skerritt), die op de motor voor hem uit gereden is. Ames brengt hem het materiaal na dat de schrijver nodig heeft voor zijn boekpraatjes in het land. Onderweg wordt hij gebeld door Marinville, die inmiddels door Etragian achter in diens politiewagen is gegooid. Ondanks de slechte verbinding, begrijpt Ames dat de schrijver in de problemen zit. Langs de kant van de weg vinden hij en Smith diens helm en motor en gaan naar hem op zoek.
Etragian blijkt niet 'Etragian' zelf te zijn, alleen nog zijn stoffelijke omhulsel. Het lichaam van de voormalig agent wordt bezeten door de aarddemon Tak. Deze kwam vrij toen Chinese mijnwerkers te diep groeven in de plaatselijke steenmijn van Desperation. Hoewel Tak eigenlijk niets met mensen te maken wil hebben, heeft hij ze in beperkte mate nodig. De lichamen die hij bezit, raken namelijk na verloop van tijd uitgeput. Daarom legt Tak een voorraadje gevangenen aan als toekomstige gastlichamen. De gevangenen moeten zien weg te komen voor het zover is en als het even kan Tak in de tussentijd stoppen. De sleutel daartoe, blijkt de steenmijn waar de demon vandaan komt.

## Trivia
- Voor regisseur Garris was Desperation niet de eerste verfilming van een boek van King. Zo verfilmde hij ook Sleepwalkers (1992), The Stand (1994), The Shining (1997) en Riding the Bullet (2004). Bag of Bones staat op de agenda voor 2009.
- Acteur Weber speelde in Garris' versie van The Shining eveneens een hoofdrol.